# Herbert Enderton
Herbert Bruce Enderton (* 15. April 1936; † 20. Oktober 2010 in Santa Monica) war ein amerikanischer Mathematiker und Logiker.

## Leben
Herbert Enderton wurde 1936 geboren. Er studierte an der Harvard University und promovierte im Jahre 1962. In seiner mathematischen Laufbahn leistete er u. a. Beiträge zur Berechenbarkeitstheorie und Komplexitätstheorie. Von 1961 bis zu seinem Tode war er Mitglied der American Mathematical Society. Enderton lehrte an den Universitäten University of California, Berkeley und University of California, Los Angeles.

## Publikationen
- Elements of Set Theory, 1977, ISBN 0-12-238440-7.
- A Mathematical Introduction to Logic, 1972, 2. Aufl. 2001, Academic Press Second edition, 2001. ISBN 978-0-12-238452-3
- Computability Theory: An Introduction to Recursion Theory, Academic Press. S. 192. ISBN 978-0-12-384958-8.